# Кортні Форд
Кортні Форд (англ. Courtney Ford.; нар. 27 червня 1978, Гантінгтон-Біч, Каліфорнія, США) — американська акторка. Найбільш відома своїми ролями на телебаченні, такими як роль Крістін Гілл у серіалі «Декстер», Порші Бельфлер у серіалі «Справжня кров», Лілі у серіалі «Батьківство», Кейт Тейлор у серіалі «Помста», Келлі Клайн у серіалі «Надприродне» та Нори Дарк у серіалі «Легенди завтрашнього дня».

## Біографія
Форд народилась в Гантінгтон-Біч, Каліфорнія.

## Особисте життя
Форд та Брендон Раут заручилися 23 серпня 2006 року після трьох років стосунків і одружилися 24 листопада 2007 року на ранчо Ель-Капітан у Санта-Барбарі. У них є син, який народився у 2012 році. Форд подала на розлучення 8 січня 2025 року, посилаючись на «непримиренні розбіжності». Станом на кінець січня повідомлялося, що Раут і Форд досягли угоди про розлучення та подають свої документи до суду.

## Фільмографія
| Рік       |    | Українська назва                   | Оригінальна назва              | Роль                       |
| --------- | -- | ---------------------------------- | ------------------------------ | -------------------------- |
| 1998      | ф  | БЕЙСкетбол                         | BASEketball                    | Скейтбордистка             |
| 2000      | с  | Профіль вбивці                     | Profiler                       | Жінка                      |
| 2001      | с  | Мойша                              | Moesha                         | Ріта                       |
| 2003      | с  | Матриця загроз                     | Threat Matrix                  | Стейсі                     |
| 2004      | кф | Зовні                              | Outside                        | Деві                       |
| 2006      | кф | Заперечення                        | Denial                         | Жінка                      |
| 2006      | с  | Просто заради розваги              | Just for Kicks                 | Ніккі                      |
| 2006      | с  | Не краса по-американськи           | Ugly Betty                     | Ем.Ві                      |
| 2008      | с  | Монк                               | Monk                           | Емілі Картер               |
| 2008      | ф  | Вторгнення чужинців                | Alien Raiders                  | Стерлінг                   |
| 2008      | с  | Як я зустрів вашу маму             | How I Met Your Mother          | Вікі                       |
| 2008      | с  | Криміналісти: мислити як злочинець | Criminal Minds                 | Остін                      |
| 2008      | ф  | Збреши мені                        | Fling                          | Сем                        |
| 2009      | с  | Мертва справа                      | Cold Case                      | Торі Робертс               |
| 2009      | с  | Декстер                            | Dexter                         | Крістін Гілл               |
| 2010      | с  | Жива мета                          | Human Target                   | Лора                       |
| 2010      | с  | Анатомія Грей                      | Grey's Anatomy                 | Джилл Меєр                 |
| 2010      | с  | NCIS: Полювання на вбивць          | NCIS                           | Кайлін Барроуз             |
| 2010      | с  | Щоденники вампіра                  | The Vampire Diaries            | Ванесса Манро              |
| 2011      | ф  | Хороший лікар                      | The Good Doctor                | Стефані                    |
| 2011      | с  | Справжня кров                      | True Blood                     | Порція Бельфлер            |
| 2011      | с  | До смерті красива                  | Drop Dead Diva                 | Гвен Волш                  |
| 2011      | с  | NTSF:SD:SUV::                      | NTSF:SD:SUV::                  | Європейська жінка          |
| 2011      | ф  |                                    | Sironia                        | Аманда                     |
| 2011      | с  | Теорія великого вибуху             | The Big Bang Theory            | Еліс                       |
| 2011      | с  | Гаваї 5.0                          | Hawaii Five-0                  | Сьюзі Грін                 |
| 2012      | с  | Батьківство                        | Parenthood                     | Лілі                       |
| 2014      | ф  | Зниклий Вільям                     | Missing William                | Ебігейл Лідс               |
| 2014      | с  | Вбивство першого ступеня           | Murder in the First            | Тоня Пайн                  |
| 2014      | с  | Помста                             | Revenge                        | Кейт Тейлор                |
| 2015      | тф | Утриманка                          | Kept Woman                     | Джессіка Кроудер           |
| 2015      | ф  | Зустрінь мого Валентина            | Meet My Valentine              | Валентайн                  |
| 2016      | с  | Касл                               | Castle                         | Кортні                     |
| 2016      | с  | Надприродне                        | Supernatural                   | Келлі Клайн                |
| 2017      | тф | Август-Крік                        | August Creek                   | Еріка                      |
| 2017      | ф  | Назад до кохання                   | Back To Love                   | Еріка                      |
| 2017—2021 | с  | Легенди завтрашнього дня           | Legends of Tomorrow            | Нора Дарк/Марія-Антуанетта |
| 2018      | ф  | Як не стати президентом            | The Front Runner               | Лінн Арманд                |
| 2020      | с  | Домашній фільм: Принцеса-наречена  | Home Movie: The Princess Bride | Людина в чорному           |
| 2021      | с  | Флеш                               | The Flash                      | Нора Дарк                  |
| 2022—2023 | с  | Новобранець: Федерали              | The Rookie: Feds               | Трейсі Чайлз               |